# Gräbendorf (Altdöbern)

Ausschnitt aus dem Messtischblatt 2472 – Altdöbern – von 1912.

Gräbendorf (niedersorbisch Grabice) war bis 1928 eine eigenständige Gemeinde. Ab 1928 wurde es Ortsteil von Reddern.  Es wurde im Jahr 1989 vollständig leergezogen und abgebrochen. Durch das vorzeitige Auslaufen des Tagebaus Gräbendorf erfolgte jedoch keine Inanspruchnahme durch den Tagebau.  29 Einwohner mussten umsiedeln.

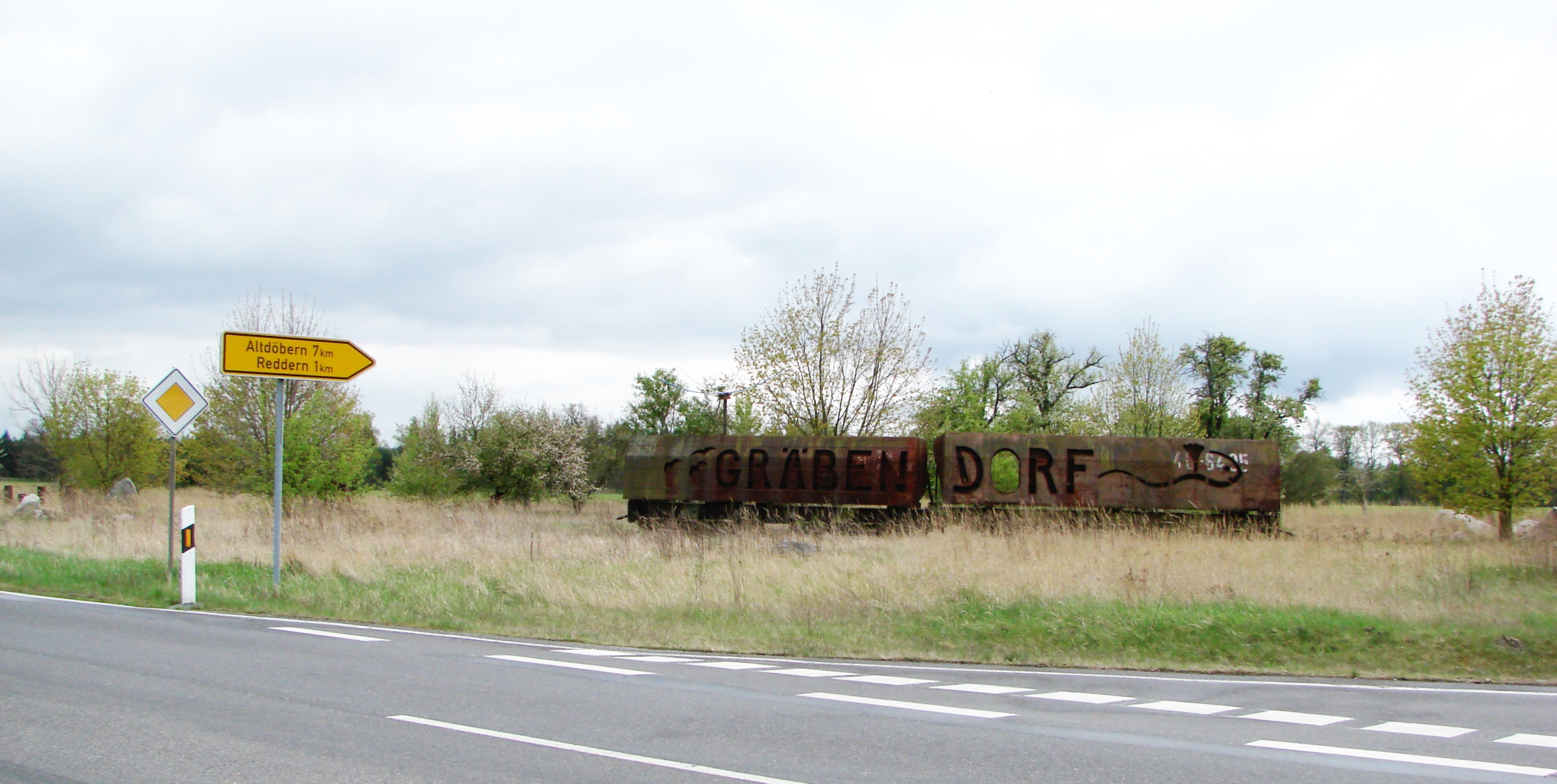
Blick Richtung Ortslage Gräbendorf am Abzweig nach Reddern

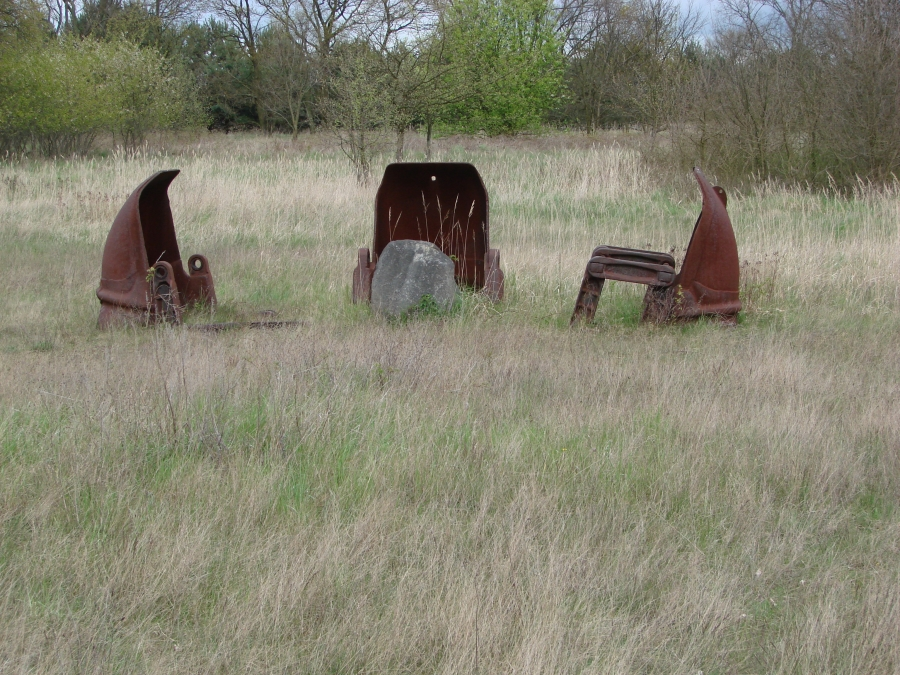
Teil eines Kunstprojekts auf der Gemarkung Gräbendorf

## Lage
Das Dorf Gräbendorf lag in der Niederlausitz am Südrand des Tagebaus Gräbendorf, dem heutigen Gräbendorfer See. Heute befinden sich Findlinge an den Stellen, an denen vorher die Höfe standen. Die Landesstraße 52 führt durch die frühere Ortslage.

## Geschichte
Im Jahr 1423 ist die erste urkundliche Erwähnung nachweisbar. Aus dem Jahr 1655 sind ein Gutshaus und ein Vorwerk überliefert. Im Vorfeld er geplanten Devastierung erfolgte ab 1985 eine intensive archäologische Erkundung der Gemarkungen Gräbendorf, Laasdorf/Laasow. Sie wurde bis 1992 fortgeführt. Die Siedlungsfunde reichen von der Steinzeit bis zum Mittelalter. Die im Rahmen dieser Erkundungen entdeckten germanischen Gräberfelder enthielten römische Grabbeigaben.
In der ersten Hälfte des 19. Jahrhunderts hatte das Dorf die Form einer Breitgasse. Im Jahr 1923 wurden 11 Bauern mittlerer Größe genannt.